# 함대 컬렉션
함대 컬렉션(일본어: 艦隊これくしょん)은 일본의 가도카와 게임스에서 제작하고 DMM.com에서 배포하는 온라인 컴퓨터 게임이다. 흔히 줄여서 칸코레(일본어: 艦これ)라는 이름으로 많이 불린다.
함대 컬렉션은 제2차 세계 대전에 등장했던 군함들을 모에화한 것으로 다양한 성우와 일러스트 작가들이 참여하였으며, 출시 1년만에 약 200만명이 이용할 정도로 인기를 끌고 있다. 이러한 인기에 힘입어 다양한 미디어 믹스 상품들이 나와 있으며 텔레비전 애니메이션과 플레이스테이션 비타 버전의 제작 계획이 발표되기도 하였다.

## 미디어 믹스

### 애니메이션
- TV 애니메이션 1기

제작사는 디오미디어 2015년 1월 8일부터 3월 26일까지 도쿄 MX를 비롯한 여러 방송국에서 방영되었다.
- 극장판

2016년 11월 26일과 2017년 2월 11일에 개봉하였으며 TV 애니메이션 1기와 스토리가 이어진다.
- TV 애니메이션 2기

제작사는 STUDIO ENGI 2022년 방영될 예정이다.

### 게임
- 칸코레 개(艦これ 改)

플레이스테이션 비타 전용으로 발매된 후속작. 2016년 2월 18일에 발매되었다.

## 같이 보기
- 웹 게임
- 모에화